# Hugues (4e comte de Ross)
Hugues comte de Ross (tué le 19 juillet 1333) fut le 4e comte de Ross de 1323 à 1333.

## Biographie
Hugues 4e comte de Ross est le fils ainé de William (II), il bénéficie des faveurs royales avant son accession au titre comtal du fait de la réconciliation intervenue après 1308 entre le comte de Ross et la maison Bruce. Il épouse Matilde Bruce fille de Robert Bruce comte de Carrick et sœur du roi Robert Ier d'Écosse pendant que sa propre sœur Isabelle épouse Édouard Bruce le frère du roi. Le couple reçoit des donations de domaines et d'offices qu'ils exercent parfois conjointement dont les sheriffdoms et burgs de Cromarty et Nairn, l'Ile de Skye, et des domaines dans le sud du Ross et la péninsule Black Isle ainsi que le thanage de Glendowachy dans le Fife; ce qui permet au comte Hugues qui succède à son père en 1323 de devenir l'un des plus riches magnats du royaume.
En 1328 il jure au nom du roi Robert Ier de respecter les termes du traité anglo-écossais qui prévoit l'union du prince héritier David avec Jeanne la fille du roi Édouard II d'Angleterre. Matilde meurt avant le 24 novembre 1329, date à laquelle Hugues obtient une dispense pour épouser Margaret Graham, fille de Sir David Graham de Old Montrose; qui lui donne un troisième fils et trois autres filles. Le comte Hugues demeure fidèle envers le fils du roi Robert Ier. C'est lui qui mène l'armée royale de David II d'Écosse lors de la  Bataille de Halidon Hill le 19 juillet 1333 où il est vaincu et tué  avec un nombre considérable d'autres nobles écossais dont cinq comtes.

## Postérité
Il épouse en premières noces Matilde ou Maud Bruce qui lui donne deux enfants 
- William (III) Ross, son successeur.
- Marjorie/Maud qui épouse Malise V, 8e comte de Strathearn,

Puis en secondes noces Margaret Graham, avec qui il a un autre fils et une fille.
- Hughes, qui devient l'ancêtre des Ross de Balnagown, et perpétue le nom et la famille;
- Euphémie de Ross qui épouse successivement John Randolph, 3e comte de Moray (tué en 1346), puis Robert Stuart 7e Grand Steward d'Écosse le futur roi Robert II d'Écosse.

## Sources
- (en)  John L. Roberts  Lost Kingdoms. Celtic Scotland and the Middle Ages Edinburgh Univesity Press (Edinburgh 1997)  (ISBN 0748609105).
- (en) R. W. Munro and Jean Munro  « Hugh of Ross, fourth earl of Ross (d. 1333),  dans Ross family (per. c.1215–c.1415) », Oxford Dictionary of National Biography, Oxford University Press, 2004
- (en)  Michael Brown The Wars of Scotland 1214~1371 The New Edinburgh History of Scotland IV. Edinburgh University Press, (Edinburgh 2004)  (ISBN 0748612386)